# Georg Lahner

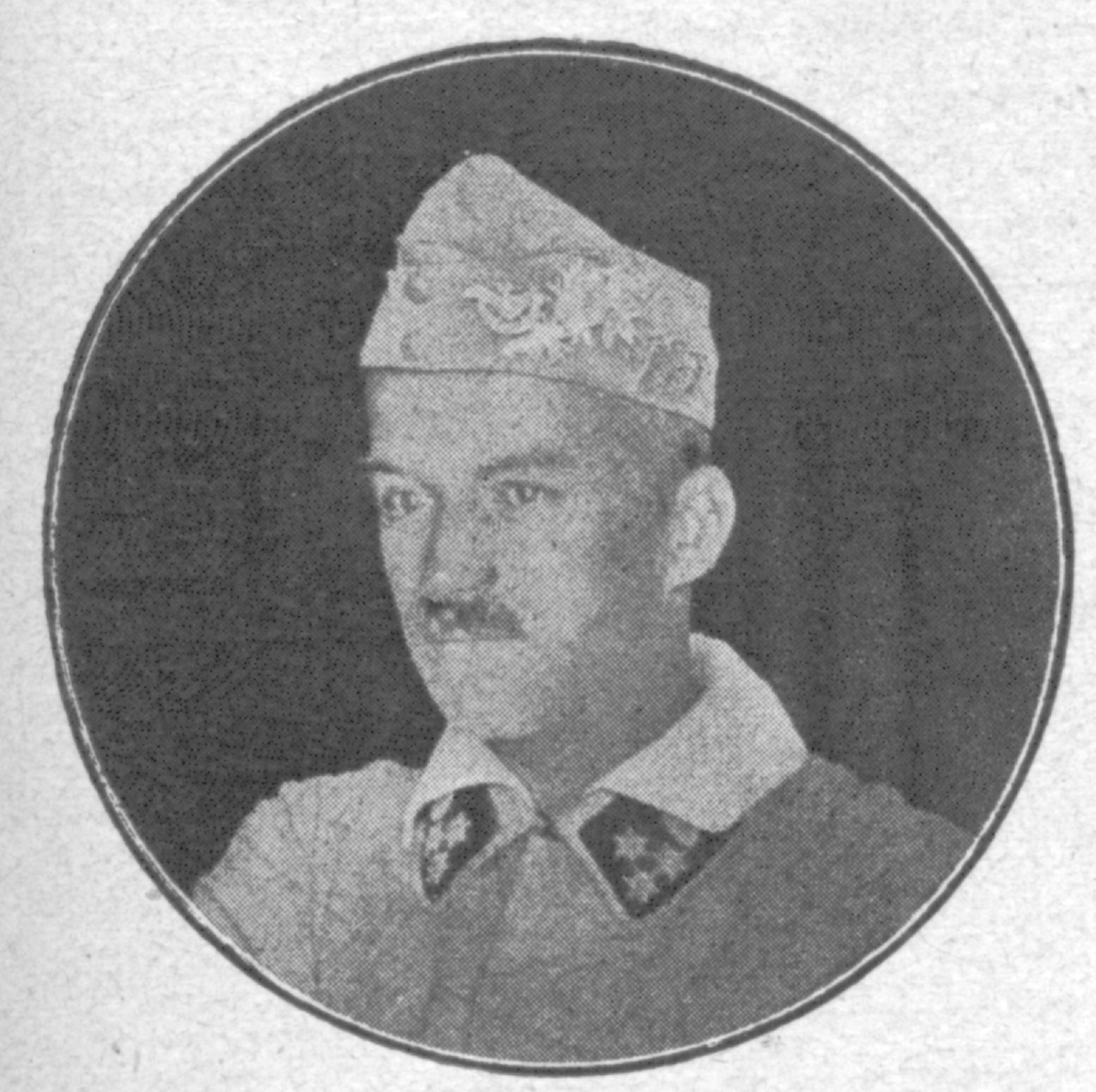
Georg Lahner

Georg Lahner (* 21. Jänner (Januar) 1873 in Linz; † 17. Mai 1963 in Linz) war ein österreichischer Höhlenforscher.

## Leben
Georg Lahners erster Versuch galt im Jahr 1906 dem Windloch in der Elmgrube im Toten Gebirge. Der Vorstoß scheiterte jedoch wegen Mangels an Leitern. Nach vergeblichen Versuchen in Kreisen alpiner Vereine Teilnehmer zu finden, gelang es ihm im Jahre 1909 nach einer Befahrung der Kreidelucke in Ingenieur Julius Pollak einen Begleiter zu finden. Noch im selben Jahr nahm Lahner unter Leitung von Franz Mühlhofer an Höhlenforschungen des Vereines „Hades“ in Sesana bei Triest teil. Bei dieser Fahrt lernte Lahner seinen späteren Weggefährten Ing. Hermann Bock kennen. Zusammen mit dem Grottensekretär Andreas Perko unternahm er weitere Fahrten im Krainer Karst.
Ermuntert durch die Forschungen im slowenischen Karst wandte er sich der Heimat zu. 1909 besuchte er die Koppenbrüllerhöhle, wo die Entdeckung der Lahnerhalle gelang. Bei diesen Forschungen wurde er von Einheimischen auf das „Wetterloch“ auf der Niederen Schönbergalpe aufmerksam gemacht, der späteren Dachstein-Rieseneishöhle. Am 17. Juli 1910 gelang Lahner mit seinen Gefährten Kling, Pollak, Hölzl, Reisenauer und Polansky der Abstieg über einen 28 Meter tiefen Eisabgrund, welcher bis zu diesem Zeitpunkt jedes weitere Vordringen vereitelt hatte.
Der Forscher selbst berichtete:

„Mittels einer 30 Meter langen Strickleiter bezwangen wir die Tiefe des Eisschrundes, entdeckten auf seinem Grunde die Seitenhöhle, die jetzt den Namen Eiskapelle führt und sichteten auf der Höhe der jenseitigen Eiswand einen offenen Raum, zu dem der Grat einer den Eisschrund teilenden Eismauer einen gefahrvollen Zugang verhieß. Voll Begeisterung über die Entdeckung einer solchen Märchenwelt kehrten wir zurück.“

Damit begann die klassische Zeit der österreichischen Höhlenforschung. Einen ausführlichen Bericht gibt es im 1913 erschienenen Buch Höhlen im Dachstein von Bock, Lahner und Gaunersdorfer.
Mit Hilfe von Spenden und Subventionen konnte er nun den Ausbau der Dachsteinhöhlen beginnen. Diese Arbeit wurde durch den Ersten Weltkrieg jäh unterbrochen. Auf Grund seiner Kenntnisse wurde Lahner als Höhlenexperte vom Kriegsministerium in den Krainer Karst berufen.
Lahner veröffentlichte zahlreiche Publikationen über seine Forschungen in Zeitungen, Schriften und Vorträgen. Er war jahrelang Herausgeber der Heimatzeitschrift Mitteilungen für Erdkunde, wo er zusammen mit anderen Fachleuten eine Geologie Oberösterreichs verfasste.